# Безносов, Николай Никитьевич
Николай Никитьевич Безносов (19 декабря 1924, Гольянский, Сарапульский округ, Уральская область, РСФСР, СССР — 7 ноября 2001, Уфа, Башкортостан, Россия) — советский тренер по велосипедному спорту, судья всесоюзной категории по лыжному двоеборью.

## Биография
Мастер спорта СССР (1952), Заслуженный тренер РСФСР (1961), Заслуженный работник культуры БАССР (1976), Бронзовый призёр Кубка СССР (1952), серебряный (1950) и бронзовый (1953) призёр чемпионатов РСФСР по лыжному двоеборью.
Член сборной команды СССР (1950-52), одновременно тренер сборной команды РСФСР (1950-53).
С 1962 тренер уфимской СДЮШОР по прыжкам на лыжах с трамплина и лыжному двоеборью, один из организаторов строительства в Уфе трамплина для прыжков на лыжах.
В 1970-80е годы старший тренер сборной команды БАССР. Среди воспитанников И. И. Гарифуллин, Ф. Ш. Закиров.